# Новосибірський державний університет
Новосибірський державний університет (рос. Новосибирский государственный университет) — класичний заклад вищої освіти та науково-дослідний центр у російському Новосибірську, заснований у 1959 році.
Член Асоціації класичних університетів Росії.

## Історія
Університет створений Постановою Ради Міністрів СРСР від 9 січня 1958 року, за пів року після рішення про створення Сибірського відділення Академії наук СРСР. Діяльність розпочав 29 вересня 1959 року.
6 серпня 1960 року відкрито аспірантуру.
23 січня 1963 року відкрито першу Фізико-математичну школу імені М. О. Лаврентьєва.
У 1979 році університету присвоєно ім'я Ленінського комсомолу.
16 жовтня 1984 року Указом Президії Верховної Ради СРСР Новосибірський державний університет нагороджений Орденом Трудового Червоного Прапора.
4 липня 1991 року при університеті розпочав роботу Вищий коледж інформатики.
У 2015 році здано в експлуатацію новий навчально-лабораторний корпус.
Нині до складу університету входять 6 факультетів, три інститути і 110 кафедр. Загальна кількість студентів — 8177 осіб, понад 1000 іноземних студентів. Загальна кількість викладачів — 2111 осіб, серед яких 925 доцентів, 336 професорів із докторським ступенем, 56 членів Російської академії наук, 43 іноземних викладачі. Університет має 132 партнерських закладів вищої освіти у 29 країнах, 72 російськомовних програм магістратури, 19 англомовних програм магістратури та аспірантури.

## Структура
- Геолого-геофізичний факультет (ГГФ)
- Гуманітарний інститут (ГІ)
- Факультет природничих наук (ФЕН)
- Факультет інформаційних технологій (ФІТ)
- Інститут медицини та психології (ІМП)
- Механіко-математичний факультет (ММФ)
- Інститут перепідготовки та підвищення кваліфікації (ИППК)
- Фізичний факультет (ФФ)
- Інститут філософії та права (ІФП)
- Економічний факультет (ЕФ)

Також при університеті діють:
- Фізико-математична школа імені М. А. Лаврентьєва при НГУ (СУНЦ НГУ) — школа-інтернат, заснована в 1963 році Михайлом Лаврентьєвим та іншими вченими. Є одним із найпрестижніших середніх навчальних закладів в країні, де існує програма літньої школи СУНЦ НДУ, успішно закінчивши яку, учні можуть бути зараховані в СУНЦ НДУ.
- Міжнародний науково-освітній математичний центр
- Наукова бібліотека НГУ
- Видавничо-поліграфічний центр
- Музей історії НДУ
- Навчально-спортивний оздоровчий центр НГУ
- Центр розвитку кар'єри НДУ.

## Ректори
- 1959—1964 — Векуа Ілля Несторович, доктор фізико-математичних наук, академік АН СРСР.
- 1964—1965 — Солоухін Рем Іванович (виконувач обов'язків), доктор фізико-математичних наук (згодом член-кореспондент АН СРСР).
- 1965—1978 — Бєляєв Спартак Тимофійович, доктор фізико-математичних наук, член-кореспондент (з 1968 року — академік) РАН.
- 1978—1980 — Коптюг Валентин Опанасович, доктор хімічних наук, член-кореспондент (з 1979 року — академік) РАН.
- 1980—1982 — Дерев'янко Анатолій Пантелійович, доктор історичних наук, член-кореспондент (згодом академік) РАН.
- 1982—1985 — Накоряков Володимир Єліферійович, доктор фізико-математичних наук, член-кореспондент (згодом академік) РАН.
- 1986—1993 — Єршов Юрій Леонідович, доктор фізико-математичних наук, член-кореспондент (з 1991 року — академік) РАН.
- 1993—1997 — Ворогов Володимир Миколайович, доктор фізико-математичних наук, професор.
- 1997—2007 — Диканський Микола Сергійович, доктор фізико-математичних наук, член-кореспондент (згодом академік) РАН.
- 2007—2012 — Собянін Володимир Олександрович, доктор хімічних наук, професор.
- З 2012 року — Федорук Михайло Петрович, доктор фізико-математичних наук, професор (c 2016 року — член-кореспондент, з 2019 року — академік РАН).